# Medagliati olimpici nella scherma maschile
Elenco dei vincitori di medaglia olimpica nella scherma.

## Albo d'oro

### Fioretto individuale
| Edizione                                           | Oro                                                | Argento                                   | Bronzo                                    |
| -------------------------------------------------- | -------------------------------------------------- | ----------------------------------------- | ----------------------------------------- |
| Atene 1896                                         | Eugène-Henri Gravelotte                            | Henri Callot                              | Periklīs Pierrakos-Mauromichalīs          |
| Parigi 1900                                        | Émile Coste                                        | Henri Masson                              | Marcel Boulenger                          |
| Saint Louis 1904                                   | Ramón Fonst                                        | Albertson Van Zo Post                     | Charles Tatham                            |
| Atene 1906                                         | Georges Dillon-Kavanagh                            | Gustav Casmir                             | Pierre d'Hugues                           |
| Londra 1908                                        | Evento non incluso nel programma olimpico          | Evento non incluso nel programma olimpico | Evento non incluso nel programma olimpico |
| Stoccolma 1912                                     | Nedo Nadi                                          | Pietro Speciale                           | Richard Verderber                         |
| Anversa 1920                                       | Nedo Nadi                                          | Philippe Cattiau                          | Roger François Ducret                     |
| Parigi 1924                                        | Roger François Ducret                              | Philippe Cattiau                          | Maurice Van Damme                         |
| Amsterdam 1928                                     | Lucien Gaudin                                      | Erwin Casmir                              | Giulio Gaudini                            |
| Los Angeles 1932                                   | Gustavo Marzi                                      | Joseph Levis                              | Giulio Gaudini                            |
| Berlino 1936                                       | Giulio Gaudini                                     | Édouard Gardère                           | Giorgio Bocchino                          |
| Londra 1948                                        | Jéhan Buhan                                        | Christian d'Oriola                        | Lajos Maszlay                             |
| Helsinki 1952                                      | Christian d'Oriola                                 | Edoardo Mangiarotti                       | Manlio Di Rosa                            |
| Melbourne 1956                                     | Christian d'Oriola                                 | Giancarlo Bergamini                       | Antonio Spallino                          |
| Roma 1960                                          | Viktor Ždanovič                                    | Jurij Sisikin                             | Albert Axelrod                            |
| Tokyo 1964                                         | Egon Franke                                        | Jean-Claude Magnan                        | Daniel Revenu                             |
| Città del Messico 1968                             | Ion Drîmbă                                         | Jenő Kamuti                               | Daniel Revenu                             |
| Monaco di Baviera 1972                             | Witold Woyda                                       | Jenő Kamuti                               | Christian Noël                            |
| Montréal 1976                                      | Fabio Dal Zotto                                    | Aleksandr Roman'kov                       | Bernard Talvard                           |
| Mosca 1980                                         | Vladimir Smirnov                                   | Pascal Jolyot                             | Aleksandr Roman'kov                       |
| Los Angeles 1984                                   | Mauro Numa                                         | Matthias Behr                             | Stefano Cerioni                           |
| Seul 1988                                          | Stefano Cerioni                                    | Udo Wagner                                | Aleksandr Roman'kov                       |
| Barcellona 1992                                    | Philippe Omnès                                     | Serhij Holubyc'kyj                        | Elvis Gregory                             |
| Atlanta 1996                                       | Alessandro Puccini                                 | Lionel Plumenail                          | Franck Boidin                             |
| Sydney 2000                                        | Kim Young-ho                                       | Ralf Bißdorf                              | Dmitrij Ševčenko                          |
| Atene 2004                                         | Brice Guyart                                       | Salvatore Sanzo                           | Andrea Cassarà                            |
| Pechino 2008                                       | Benjamin Kleibrink                                 | Yūki Ōta                                  | Salvatore Sanzo                           |
| Londra 2012                                        | Lei Sheng                                          | Alaaeldin Abouelkassem                    | Choi Byung-chul                           |
| Rio de Janeiro 2016                                | Daniele Garozzo                                    | Alexander Massialas                       | Timur Safin                               |
| Tokyo 2020                                         | Cheung Ka Long                                     | Daniele Garozzo                           | Alexander Choupenitch                     |
| Parigi 2024                                        | Cheung Ka Long                                     | Filippo Macchi                            | Nick Itkin                                |
| Atleta meglio premiato: Christian d'Oriola (2/1/0) | Atleta meglio premiato: Christian d'Oriola (2/1/0) | Nazione meglio premiata: Francia (9/9/7)  | Nazione meglio premiata: Francia (9/9/7)  |

### Fioretto a squadre
| Edizione                                                      | Oro                                                     | Argento                                                 | Bronzo                                                  |
| ------------------------------------------------------------- | ------------------------------------------------------- | ------------------------------------------------------- | ------------------------------------------------------- |
| Saint Louis 1904                                              | Cuba                                                    | Stati Uniti                                             | —                                                       |
| Evento non incluso nel programma olimpico nel 1908 e nel 1912 |                                                         |                                                         |                                                         |
| Anversa 1920                                                  | Italia                                                  | Francia                                                 | Stati Uniti                                             |
| Parigi 1924                                                   | Francia                                                 | Belgio                                                  | Ungheria                                                |
| Amsterdam 1928                                                | Italia                                                  | Francia                                                 | Argentina                                               |
| Los Angeles 1932                                              | Francia                                                 | Italia                                                  | Stati Uniti                                             |
| Berlino 1936                                                  | Italia                                                  | Francia                                                 | Germania                                                |
| Londra 1948                                                   | Francia                                                 | Italia                                                  | Belgio                                                  |
| Helsinki 1952                                                 | Francia                                                 | Italia                                                  | Ungheria                                                |
| Melbourne 1956                                                | Italia                                                  | Francia                                                 | Ungheria                                                |
| Roma 1960                                                     | Unione Sovietica                                        | Italia                                                  | Squadra Unificata Tedesca                               |
| Tokyo 1964                                                    | Unione Sovietica                                        | Polonia                                                 | Francia                                                 |
| Città del Messico 1968                                        | Francia                                                 | Unione Sovietica                                        | Polonia                                                 |
| Monaco di Baviera 1972                                        | Polonia                                                 | Unione Sovietica                                        | Francia                                                 |
| Montréal 1976                                                 | Germania Ovest                                          | Italia                                                  | Francia                                                 |
| Mosca 1980                                                    | Francia                                                 | Unione Sovietica                                        | Polonia                                                 |
| Los Angeles 1984                                              | Italia                                                  | Germania Ovest                                          | Francia                                                 |
| Seul 1988                                                     | Unione Sovietica                                        | Germania Ovest                                          | Ungheria                                                |
| Barcellona 1992                                               | Germania                                                | Cuba                                                    | Polonia                                                 |
| Atlanta 1996                                                  | Russia                                                  | Polonia                                                 | Cuba                                                    |
| Sydney 2000                                                   | Francia                                                 | Cina                                                    | Italia                                                  |
| Atene 2004                                                    | Italia                                                  | Cina                                                    | Russia                                                  |
| Pechino 2008                                                  | Evento non incluso nel programma olimpico per rotazione | Evento non incluso nel programma olimpico per rotazione | Evento non incluso nel programma olimpico per rotazione |
| Londra 2012                                                   | Italia                                                  | Giappone                                                | Germania                                                |
| Rio de Janeiro 2016                                           | Russia                                                  | Francia                                                 | Stati Uniti                                             |
| Tokyo 2020                                                    | Francia                                                 | ROC                                                     | Stati Uniti                                             |
| Parigi 2024                                                   | Giappone                                                | Italia                                                  | Francia                                                 |
| Nazione meglio premiata: Francia (8/5/5)                      |                                                         |                                                         |                                                         |

### Spada individuale
| Edizione                                    | Oro                                         | Argento                                   | Bronzo                                    |
| ------------------------------------------- | ------------------------------------------- | ----------------------------------------- | ----------------------------------------- |
| Parigi 1900                                 | Ramón Fonst                                 | Louis Perrée                              | Léon Sée                                  |
| Saint Louis 1904                            | Ramón Fonst                                 | Charles Tatham                            | Albertson Van Zo Post                     |
| Atene 1906                                  | Georges de la Falaise                       | Georges Dillon-Kavanagh                   | Hendrik van Blijenburgh                   |
| Londra 1908                                 | Gaston Alibert                              | Alexandre Lippmann                        | Eugène Olivier                            |
| Stoccolma 1912                              | Paul Anspach                                | Ivan Osiier                               | Philippe Le Hardy de Beaulieu             |
| Anversa 1920                                | Armand Massard                              | Alexandre Lippmann                        | Gustave Buchard                           |
| Parigi 1924                                 | Charles Delporte                            | Roger Ducret                              | Nils Hellsten                             |
| Amsterdam 1928                              | Lucien Gaudin                               | Georges Buchard                           | George Calnan                             |
| Los Angeles 1932                            | Giancarlo Cornaggia-Medici                  | Georges Buchard                           | Carlo Agostoni                            |
| Berlino 1936                                | Franco Riccardi                             | Saverio Ragno                             | Giancarlo Cornaggia-Medici                |
| Londra 1948                                 | Luigi Cantone                               | Oswald Zappelli                           | Edoardo Mangiarotti                       |
| Helsinki 1952                               | Edoardo Mangiarotti                         | Dario Mangiarotti                         | Oswald Zappelli                           |
| Melbourne 1956                              | Carlo Pavesi                                | Giuseppe Delfino                          | Edoardo Mangiarotti                       |
| Roma 1960                                   | Giuseppe Delfino                            | Allan Jay                                 | Bruno Habārovs                            |
| Tokyo 1964                                  | Grigorij Kriss                              | Bill Hoskyns                              | Guram Kostava                             |
| Città del Messico 1968                      | Győző Kulcsár                               | Grigorij Kriss                            | Gianluigi Saccaro                         |
| Monaco di Baviera 1972                      | Csaba Fenyvesi                              | Jacques La Degaillerie                    | Győző Kulcsár                             |
| Montréal 1976                               | Alexander Pusch                             | Hans-Jürgen Hehn                          | Győző Kulcsár                             |
| Mosca 1980                                  | Johan Harmenberg                            | Ernő Kolczonay                            | Philippe Riboud                           |
| Los Angeles 1984                            | Philippe Boisse                             | Björne Väggö                              | Philippe Riboud                           |
| Seul 1988                                   | Arnd Schmitt                                | Philippe Riboud                           | Andrej Šuvalov                            |
| Barcellona 1992                             | Éric Srecki                                 | Pavel Kolobkov                            | Jean-Michel Henry                         |
| Atlanta 1996                                | Aleksandr Beketov                           | Ivan Trevejo                              | Géza Imre                                 |
| Sydney 2000                                 | Pavel Kolobkov                              | Hugues Obry                               | Lee Sang-gi                               |
| Atene 2004                                  | Marcel Fischer                              | Wang Lei                                  | Pavel Kolobkov                            |
| Pechino 2008                                | Matteo Tagliariol                           | Fabrice Jeannet                           | José Luis Abajo                           |
| Londra 2012                                 | Rubén Limardo                               | Bartosz Piasecki                          | Jung Jin-sun                              |
| Rio de Janeiro 2016                         | Park Sang-young                             | Géza Imre                                 | Gauthier Grumier                          |
| Tokyo 2020                                  | Romain Cannone                              | Gergely Siklósi                           | Ihor Rejzlin                              |
| Parigi 2024                                 | Kano Koki                                   | Yannik Borel                              | Mohamed El-sayed                          |
| Atleta meglio premiato: Ramón Fonst (2/0/0) | Atleta meglio premiato: Ramón Fonst (2/0/0) | Nazione meglio premiata: Francia (7/12/7) | Nazione meglio premiata: Francia (7/12/7) |

### Spada a squadre
| Edizione                                 | Oro                                                     | Argento                                                 | Bronzo                                                  |
| ---------------------------------------- | ------------------------------------------------------- | ------------------------------------------------------- | ------------------------------------------------------- |
| Atene 1906                               | Francia                                                 | Gran Bretagna                                           | Belgio                                                  |
| Londra 1908                              | Francia                                                 | Gran Bretagna                                           | Belgio                                                  |
| Stoccolma 1912                           | Belgio                                                  | Gran Bretagna                                           | Paesi Bassi                                             |
| Anversa 1920                             | Italia                                                  | Belgio                                                  | Francia                                                 |
| Parigi 1924                              | Francia                                                 | Belgio                                                  | Italia                                                  |
| Amsterdam 1928                           | Italia                                                  | Francia                                                 | Portogallo                                              |
| Los Angeles 1932                         | Francia                                                 | Italia                                                  | Stati Uniti                                             |
| Berlino 1936                             | Italia                                                  | Svezia                                                  | Francia                                                 |
| Londra 1948                              | Francia                                                 | Italia                                                  | Svezia                                                  |
| Helsinki 1952                            | Italia                                                  | Svezia                                                  | Svizzera                                                |
| Melbourne 1956                           | Italia                                                  | Ungheria                                                | Francia                                                 |
| Roma 1960                                | Italia                                                  | Gran Bretagna                                           | Unione Sovietica                                        |
| Tokyo 1964                               | Ungheria                                                | Italia                                                  | Francia                                                 |
| Città del Messico 1968                   | Ungheria                                                | Unione Sovietica                                        | Polonia                                                 |
| Monaco di Baviera 1972                   | Ungheria                                                | Svizzera                                                | Unione Sovietica                                        |
| Montréal 1976                            | Svezia                                                  | Germania Ovest                                          | Svizzera                                                |
| Mosca 1980                               | Francia                                                 | Polonia                                                 | Unione Sovietica                                        |
| Los Angeles 1984                         | Germania Ovest                                          | Francia                                                 | Italia                                                  |
| Seul 1988                                | Francia                                                 | Germania Ovest                                          | Unione Sovietica                                        |
| Barcellona 1992                          | Germania                                                | Ungheria                                                | Squadra Unificata                                       |
| Atlanta 1996                             | Italia                                                  | Russia                                                  | Francia                                                 |
| Sydney 2000                              | Italia                                                  | Francia                                                 | Cuba                                                    |
| Atene 2004                               | Francia                                                 | Ungheria                                                | Germania                                                |
| Pechino 2008                             | Francia                                                 | Polonia                                                 | Italia                                                  |
| Londra 2012                              | Evento non incluso nel programma olimpico per rotazione | Evento non incluso nel programma olimpico per rotazione | Evento non incluso nel programma olimpico per rotazione |
| Rio de Janeiro 2016                      | Francia                                                 | Italia                                                  | Ungheria                                                |
| Tokyo 2020                               | Giappone                                                | ROC                                                     | Corea del Sud                                           |
| Parigi 2024                              | Ungheria                                                | Giappone                                                | Rep. Ceca                                               |
| Nazione meglio premiata: Francia (9/3/5) |                                                         |                                                         |                                                         |

### Sciabola individuale
| Edizione                                      | Oro                                           | Argento                                    | Bronzo                                     |
| --------------------------------------------- | --------------------------------------------- | ------------------------------------------ | ------------------------------------------ |
| Atene 1896                                    | Iōannīs Geōrgiadīs                            | Tīlemachos Karakalos                       | Holger Nielsen                             |
| Parigi 1900                                   | Georges de la Falaise                         | Léon Thiébaut                              | Siegfried Flesch                           |
| Saint Louis 1904                              | Manuel Díaz                                   | William Grebe                              | Albertson Van Zo Post                      |
| Atene 1906                                    | Iōannīs Geōrgiadīs                            | Gustav Casmir                              | Federico Cesarano                          |
| Londra 1908                                   | Jenő Fuchs                                    | Béla Zulawszky                             | Vilém Goppold von Lobsdorf                 |
| Stoccolma 1912                                | Jenő Fuchs                                    | Béla Békessy                               | Ervin Mészáros                             |
| Anversa 1920                                  | Nedo Nadi                                     | Aldo Nadi                                  | Arie de Jong                               |
| Parigi 1924                                   | Sándor Pósta                                  | Roger Ducret                               | János Garay                                |
| Amsterdam 1928                                | Ödön von Tersztyánszky                        | Attila Petschauer                          | Bino Bini                                  |
| Los Angeles 1932                              | György Piller-Jekelfalussy                    | Giulio Gaudini                             | Endre Kabos                                |
| Berlino 1936                                  | Endre Kabos                                   | Gustavo Marzi                              | Aladár Gerevich                            |
| Londra 1948                                   | Aladár Gerevich                               | Vincenzo Pinton                            | Pál Kovács                                 |
| Helsinki 1952                                 | Pál Kovács                                    | Aladár Gerevich                            | Tibor Berczelly                            |
| Melbourne 1956                                | Rudolf Kárpáti                                | Jerzy Pawłowski                            | Lev Kuznecov                               |
| Roma 1960                                     | Rudolf Kárpáti                                | Zoltán Horváth                             | Wladimiro Calarese                         |
| Tokyo 1964                                    | Tibor Pézsa                                   | Claude Arabo                               | Umjar Mavlichanov                          |
| Città del Messico 1968                        | Jerzy Pawłowski                               | Mark Rakita                                | Tibor Pézsa                                |
| Monaco di Baviera 1972                        | Viktor Sidjak                                 | Péter Marót                                | Vladimir Nazlymov                          |
| Montréal 1976                                 | Viktor Krovopuskov                            | Vladimir Nazlymov                          | Viktor Sidjak                              |
| Mosca 1980                                    | Viktor Krovopuskov                            | Michail Burcev                             | Imre Gedővári                              |
| Los Angeles 1984                              | Jean-François Lamour                          | Marco Marin                                | Peter Westbrook                            |
| Seul 1988                                     | Jean-François Lamour                          | Janusz Olech                               | Giovanni Scalzo                            |
| Barcellona 1992                               | Bence Szabó                                   | Marco Marin                                | Jean-François Lamour                       |
| Atlanta 1996                                  | Stanislav Pozdnjakov                          | Sergej Šarikov                             | Damien Touya                               |
| Sydney 2000                                   | Mihai Covaliu                                 | Mathieu Gourdain                           | Wiradech Kothny                            |
| Atene 2004                                    | Aldo Montano                                  | Zsolt Nemcsik                              | Vladyslav Tretjak                          |
| Pechino 2008                                  | Zhong Man                                     | Nicolas Lopez                              | Mihai Covaliu                              |
| Londra 2012                                   | Áron Szilágyi                                 | Diego Occhiuzzi                            | Nikolaj Kovalëv                            |
| Rio de Janeiro 2016                           | Áron Szilágyi                                 | Daryl Homer                                | Kim Jung-hwan                              |
| Tokyo 2020                                    | Áron Szilágyi                                 | Luigi Samele                               | Kim Jung-hwan                              |
| Parigi 2024                                   | Oh Sang-uk                                    | Farès Ferjani                              | Luigi Samele                               |
| Atleta meglio premiato: Áron Szilágyi (3/0/0) | Atleta meglio premiato: Áron Szilágyi (3/0/0) | Nazione meglio premiata: Ungheria (14/7/7) | Nazione meglio premiata: Ungheria (14/7/7) |

### Sciabola a squadre
| Edizione                                   | Oro                                                     | Argento                                                 | Bronzo                                                  |
| ------------------------------------------ | ------------------------------------------------------- | ------------------------------------------------------- | ------------------------------------------------------- |
| Atene 1906                                 | Germania                                                | Grecia                                                  | Paesi Bassi                                             |
| Londra 1908                                | Ungheria                                                | Italia                                                  | Boemia                                                  |
| Stoccolma 1912                             | Ungheria                                                | Austria                                                 | Paesi Bassi                                             |
| Anversa 1920                               | Italia                                                  | Francia                                                 | Paesi Bassi                                             |
| Parigi 1924                                | Italia                                                  | Ungheria                                                | Paesi Bassi                                             |
| Amsterdam 1928                             | Ungheria                                                | Italia                                                  | Polonia                                                 |
| Los Angeles 1932                           | Ungheria                                                | Italia                                                  | Polonia                                                 |
| Berlino 1936                               | Ungheria                                                | Italia                                                  | Germania                                                |
| Londra 1948                                | Ungheria                                                | Italia                                                  | Stati Uniti                                             |
| Helsinki 1952                              | Ungheria                                                | Italia                                                  | Francia                                                 |
| Melbourne 1956                             | Ungheria                                                | Polonia                                                 | Unione Sovietica                                        |
| Roma 1960                                  | Ungheria                                                | Polonia                                                 | Italia                                                  |
| Tokyo 1964                                 | Unione Sovietica                                        | Italia                                                  | Polonia                                                 |
| Città del Messico 1968                     | Unione Sovietica                                        | Italia                                                  | Ungheria                                                |
| Monaco di Baviera 1972                     | Italia                                                  | Unione Sovietica                                        | Ungheria                                                |
| Montréal 1976                              | Unione Sovietica                                        | Italia                                                  | Romania                                                 |
| Mosca 1980                                 | Unione Sovietica                                        | Italia                                                  | Ungheria                                                |
| Los Angeles 1984                           | Italia                                                  | Francia                                                 | Romania                                                 |
| Seul 1988                                  | Ungheria                                                | Unione Sovietica                                        | Italia                                                  |
| Barcellona 1992                            | Squadra Unificata                                       | Ungheria                                                | Francia                                                 |
| Atlanta 1996                               | Russia                                                  | Ungheria                                                | Italia                                                  |
| Sydney 2000                                | Russia                                                  | Francia                                                 | Germania                                                |
| Atene 2004                                 | Francia                                                 | Italia                                                  | Russia                                                  |
| Pechino 2008                               | Francia                                                 | Stati Uniti                                             | Italia                                                  |
| Londra 2012                                | Corea del Sud                                           | Romania                                                 | Italia                                                  |
| Rio de Janeiro 2016                        | Evento non incluso nel programma olimpico per rotazione | Evento non incluso nel programma olimpico per rotazione | Evento non incluso nel programma olimpico per rotazione |
| Tokyo 2020                                 | Corea del Sud                                           | Italia                                                  | Ungheria                                                |
| Parigi 2024                                | Corea del Sud                                           | Ungheria                                                | Francia                                                 |
| Nazione meglio premiata: Ungheria (10/3/4) |                                                         |                                                         |                                                         |

### Eventi sospesi dal programma olimpico

#### Spada maestri
| Edizione    | Oro               | Argento         | Bronzo         |
| ----------- | ----------------- | --------------- | -------------- |
| Parigi 1900 | Albert Ayat       | Gilbert Bougnol | Henri Laurent  |
| Atene 1906  | Cyrille Verbrugge | Carlo Gandini   | Iōannīs Raisīs |

#### Spada maestri\dilettanti
| Edizione    | Oro         | Argento     | Bronzo   |
| ----------- | ----------- | ----------- | -------- |
| Parigi 1900 | Albert Ayat | Ramón Fonst | Léon Sée |

#### Fioretto maestri
| Edizione    | Oro             | Argento              | Bronzo                 |
| ----------- | --------------- | -------------------- | ---------------------- |
| Atene 1896  | Leōnidas Pyrgos | Joanni Perronet      | —                      |
| Parigi 1900 | Lucien Mérignac | Alphonse Kirchhoffer | Jean-Baptiste Mimiague |

#### Sciabola maestri
| Edizione    | Oro               | Argento        | Bronzo        |
| ----------- | ----------------- | -------------- | ------------- |
| Parigi 1900 | Antonio Conte     | Italo Santelli | Milan Neralić |
| Atene 1906  | Cyrille Verbrugge | Iōannīs Raisīs | —             |

#### Scherma col bastone
| Edizione         | Oro                   | Argento          | Bronzo        |
| ---------------- | --------------------- | ---------------- | ------------- |
| Saint Louis 1904 | Albertson Van Zo Post | William O'Connor | William Grebe |

#### Sciabola tre colpi
| Edizione   | Oro           | Argento           | Bronzo     |
| ---------- | ------------- | ----------------- | ---------- |
| Atene 1906 | Gustav Casmir | George van Rossem | Péter Tóth |